# Lill-Bursjön, Västerbotten
Lill-Bursjön är en sjö i Umeå kommun i Västerbotten och ingår i Umeälven-Hörnåns kustområde. Sjön har en area på 0,1 kvadratkilometer och ligger 85 meter över havet. Sjön avvattnas av vattendraget Rismyrbäcken. Vid provfiske har abborre och gädda fångats i sjön.

## Delavrinningsområde
Lill-Bursjön ingår i det delavrinningsområde (707692-169991) som SMHI kallar för Utloppet av Lill-Bursjön. Medelhöjden är 87 meter över havet och ytan är 0,37 kvadratkilometer. Det finns inga avrinningsområden uppströms utan avrinningsområdet är högsta punkten. Rismyrbäcken som avvattnar avrinningsområdet har biflödesordning 2, vilket innebär att vattnet flödar genom totalt 2 vattendrag innan det når havet efter 15 kilometer. Avrinningsområdet består mestadels av skog (74 procent). Avrinningsområdet har 0,1 kvadratkilometer vattenytor vilket ger det en sjöprocent på 27,1 procent.